# حیفا آقا (سیاستمدار)
حیفا الآقا وزیر امور زنان دولت وحدت جدید فلسطین است که در سال ۲۰۱۴ میلادی تشکیل شد. 
الآقا از دانشگاه ایالتی اوکلاهما تحصیل کرده است ، جایی که دکترای خود را در سال ۱۹۹۱ میلادی در مطالعات آموزشی دریافت کرد. وی پیش از این به عنوان وزیر آموزش و پرورش ، در حماس در نوار غزه خدمت کرده است.